# Wongadue
Wongadue (latin: Leucosarcia melanoleuca) er en dueart, der lever i det østlige Australien.